# Lepidosaphes marginata
Lepidosaphes marginata är en insektsart som beskrevs av Ferris 1935. Lepidosaphes marginata ingår i släktet Lepidosaphes och familjen pansarsköldlöss. Inga underarter finns listade i Catalogue of Life.